# Petre Jurca
Petre Jurca (n. 23 mai 1912, Băița, Bihor, România – d. 10 mai 1991, Cluj-Napoca, România) a fost primar al municipiului Cluj în perioada 1952-1957.

## Biografie
Clasele primare le face în staul natal, Băița, continuând ulterior studiile la Oradea la școala CFR. A urmat cursurile facultații de mecanică Cluj. A lucrat apoi ca mecanic de locomitivă CFR. Mai apoi, acesta se alatură partidului Comunist „Marea Adunare Națională” pentru ca mai târziu să ajungă primar al orașului Cluj (1952-1957). Dupa încheierea mandatului, acesta predă ca profesor la facultatea de mecanică din Cluj. În ultima perioada de viață a fost președinte la UCFS (Uniunea de Cultura Fizică și Sport regiunea Cluj).